# Старобільська округа
Старобільська округа — адміністративно-територіальна одиниця Української СРР в 1923–1930 та 1933–1938 роках. Центр — місто Старобільськ.

## Округа в 1923–1930 роках
Старобільську округу було утворено в складі Донецької губернії в 1923 році, коли по всій УСРР вводився окружний поділ. В 1925 році губернський поділ було скасовано й округа перейшла у пряме республіканське підпорядкування.
За даними на 1 січня 1926 року округа ділилась на 11 районів: Олександрівський, Біловодський, Білокуракинський, Білолуцький, Марківський, Мостовський, Ново-Айдарський, Ново-Астраханський, Осинівський, Старобільський і Стрельцівський.
У 1930 році Старобільську округу, як і майже всі інші округи СРСР, було ліквідовано.

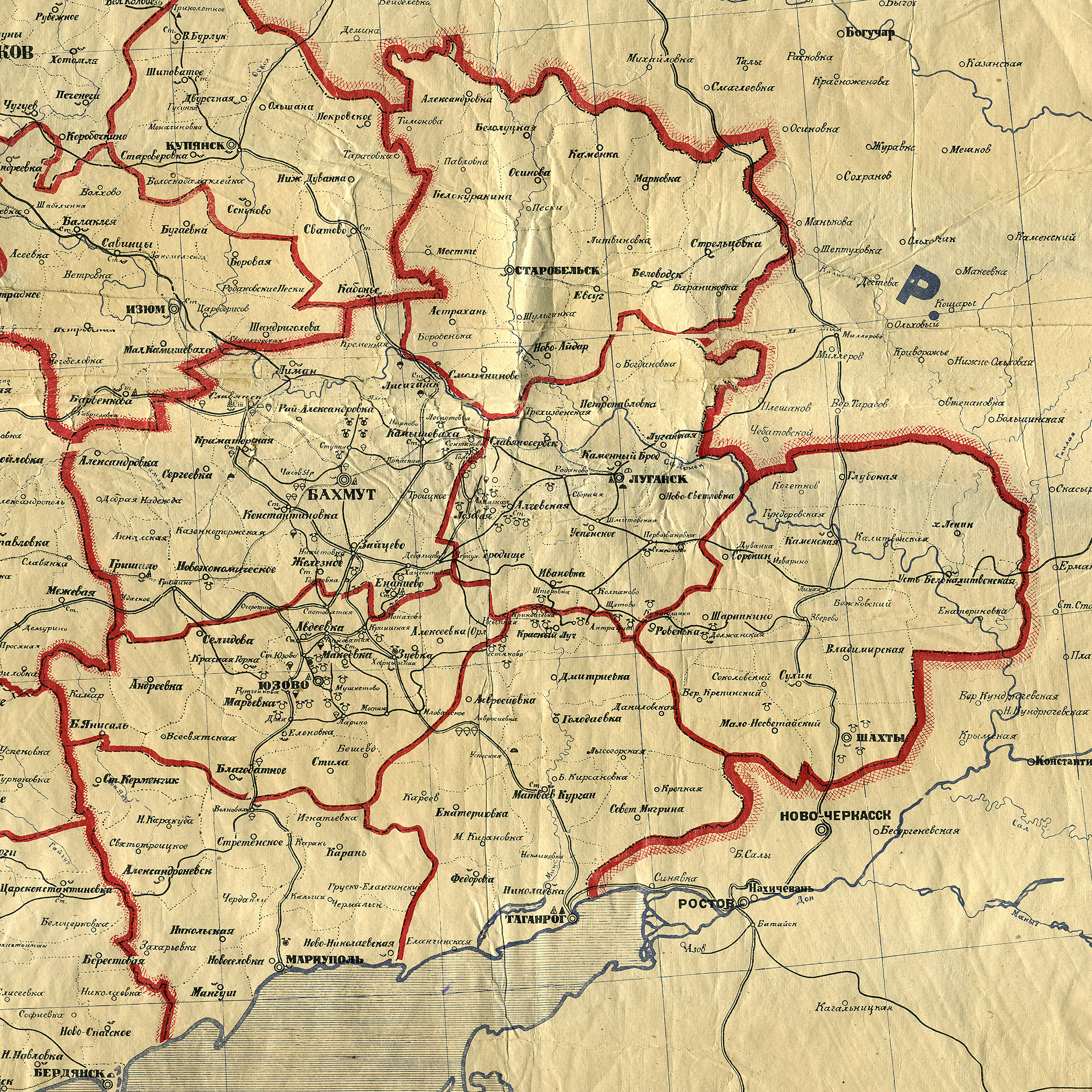
Карта Старобільської округи у складі Донецької губернії, 1923
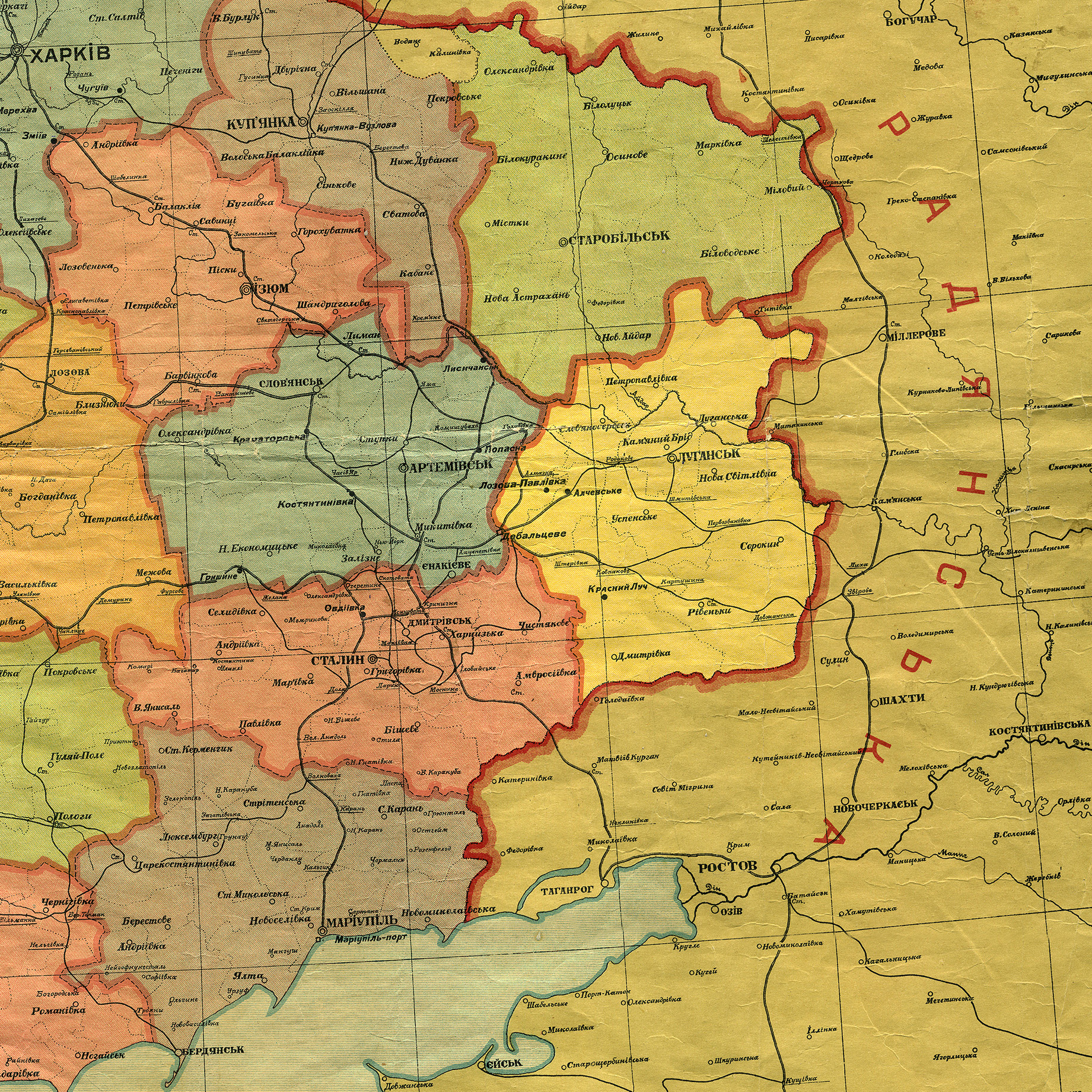
Карта Старобільської округи, адміністративні межі станом на 1 жовтня 1925
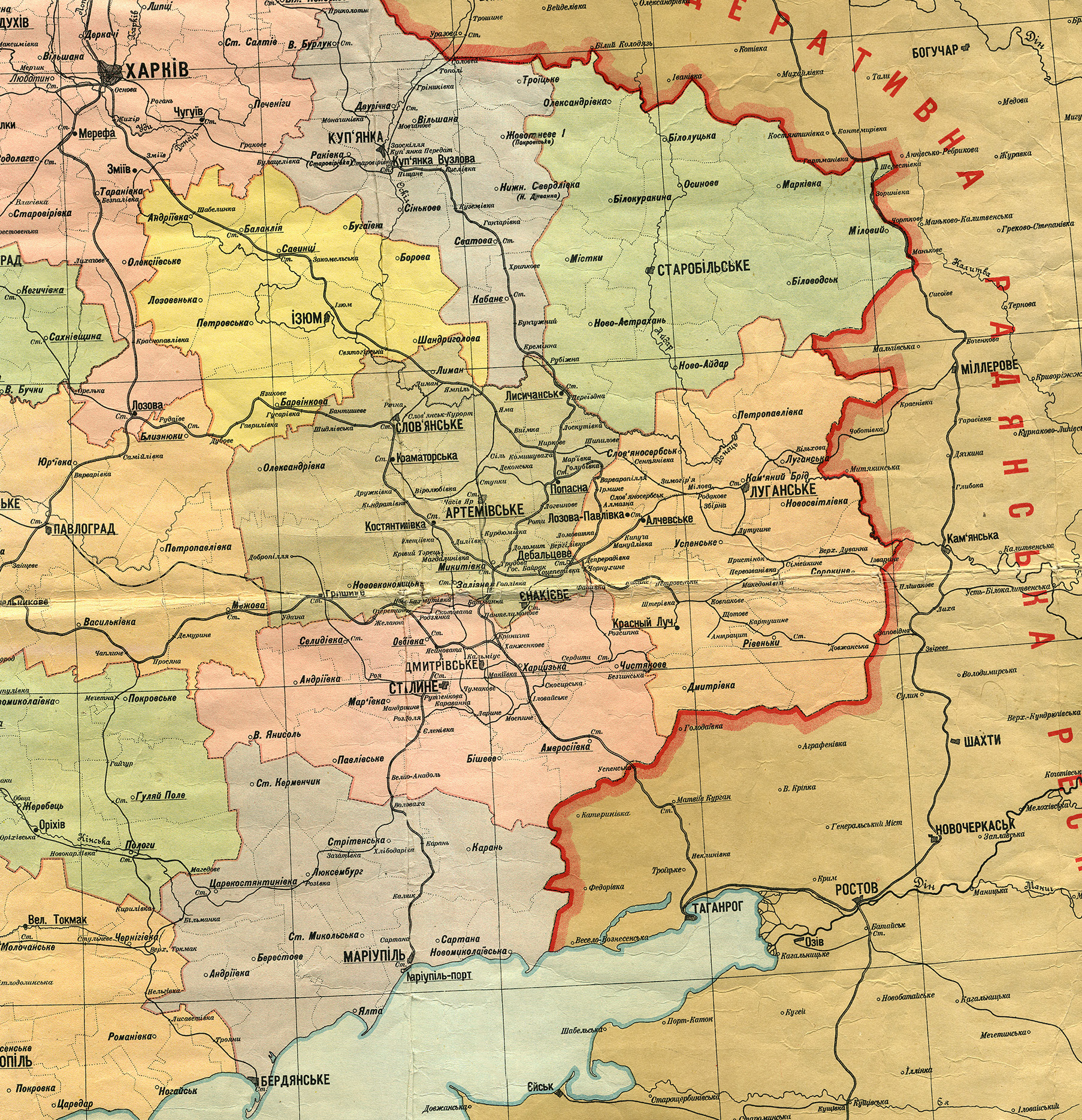
Карта Старобільської округи, адміністративні межі станом на 1 березня 1927 року

## Керівники округи (1923—1930)

### Відповідальні секретарі окружного комітетуКП(б)У
- Масленко Павло Федорович (1923—.02.1924),
- Глушко Ф. М. (.02.1924—1924),
- Казачков Д. І. (1924—1927),
- Приходько С. П. (1928—1930).

### Голови окружного виконавчого комітету
- Цюпак Олександр Порфирович (1923—1924),
- Нілов М. С. (1924),
- Пучков І. В. (1924—1925),
- Нагорний Іван Остапович (1925—1927),
- Горшков М. Ф. (1928—1930)

## Округ у 1933–1938 роках
Старобільський округ було утворено 17 листопада 1933 року в складі Донецької області. Він являв собою аграрну частину промислового Донбасу, відділену у 20-ті з Слобожанщини.
У зв'язку з поділом Донецької області на Сталінську і Ворошиловградську 3 червня 1938 року, округ було скасовано.

## Керівники округа (1933—1938)

### Відповідальні секретарі окружного комітетуКП(б)У
- Воробйов Іван Онисимович (1933—1935),
- Пелевін Іван Всеволодович (1935—1937),
- Всеволожський Володимир Всеволодович (1937),
- Ростовцев Іван Прокопович (1937—1938),
- Квасов Михайло Єгорович (в.о., 1938).

### Голови окружного виконавчого комітету
- Блеєр Аполлон Дмитрович (1933—1934),
- Лісничий Омелян Степанович (1936—1938).

## Населення
Національний склад населення районів та міст Старобільської округи за переписом 1926 р.
| №  | місто/район                    | населення | українці | %     | росіяни | %     | євреї | %    | німці | %    | молдавани | %    | болгари | %    | греки | %    | інші | %    |
| -- | ------------------------------ | --------- | -------- | ----- | ------- | ----- | ----- | ---- | ----- | ---- | --------- | ---- | ------- | ---- | ----- | ---- | ---- | ---- |
| 1  | Старобільськ                   | 13 973    | 12 817   | 91,7% | 774     | 5,5%  | 164   | 1,2% | 30    | 0,2% | 7         | 0,1% |         |      | 6     | 0,0% | 175  | 1,3% |
| 2  | Олександрівський район         | 30 106    | 20 094   | 66,7% | 9 936   | 33,0% | 2     | 0,0% | 16    | 0,1% |           |      |         |      | 0     | 0,0% | 58   | 0,2% |
| 3  | Біловодський район             | 66 623    | 63 482   | 95,3% | 3 016   | 4,5%  | 10    | 0,0% | 7     | 0,0% |           |      |         |      | 7     | 0,0% | 101  | 0,2% |
| 4  | Білокуракинський район         | 44 780    | 43 367   | 96,8% | 1 366   | 3,1%  | 1     | 0,0% | 2     | 0,0% | 20        | 0,0% |         |      |       |      | 24   | 0,1% |
| 5  | Білолуцький район              | 32 539    | 32 051   | 98,5% | 409     | 1,3%  | 2     | 0,0% | 1     | 0,0% | 1         | 0,0% |         |      |       |      | 75   | 0,2% |
| 6  | Марківський район              | 47 460    | 47 192   | 99,4% | 199     | 0,4%  | 8     | 0,0% | 30    | 0,1% |           |      |         |      |       |      | 31   | 0,1% |
| 7  | Міловський район               | 35 047    | 33 378   | 95,2% | 1 592   | 4,5%  | 6     | 0,0% | 7     | 0,0% |           |      |         |      | 3     | 0,0% | 61   | 0,2% |
| 8  | Мостківський район             | 28 190    | 22 625   | 80,3% | 5 272   | 18,7% | 2     | 0,0% | 238   | 0,8% |           |      |         |      |       |      | 53   | 0,2% |
| 9  | Новоастраханський район        | 44 619    | 35 942   | 80,6% | 8 297   | 18,6% | 40    | 0,1% | 24    | 0,1% | 1         | 0,0% | 8       | 0,0% | 1     | 0,0% | 306  | 0,7% |
| 10 | Червоне Знам'я                 | 2 388     | 1 641    | 68,7% | 629     | 26,3% | 25    | 1,0% | 6     | 0,3% |           |      | 2       | 0,1% |       |      | 85   | 3,6% |
| 11 | Озери зі ст. Рубіжна           | 1 374     | 994      | 72,3% | 312     | 22,7% | 5     | 0,4% | 3     | 0,2% |           |      | 5       | 0,4% | 1     | 0,1% | 54   | 3,9% |
| 12 | Пороховий завод                | 687       | 485      | 70,6% | 166     | 24,2% |       |      | 8     | 1,2% |           |      |         |      |       |      | 28   | 4,1% |
| 13 | Новоастраханський район (села) | 40 170    | 32 822   | 81,7% | 7 190   | 17,9% | 10    | 0,0% | 7     | 0,0% | 1         | 0,0% | 1       | 0,0% |       |      | 139  | 0,3% |
| 14 | Новоайдарський район           | 46 146    | 30 052   | 65,1% | 14 975  | 32,5% | 2     | 0,0% | 1 055 | 2,3% | 33        | 0,1% |         |      |       |      | 29   | 0,1% |
| 15 | Осинівський район              | 45 487    | 44 518   | 97,9% | 854     | 1,9%  | 2     | 0,0% | 3     | 0,0% |           |      |         |      | 2     | 0,0% | 108  | 0,2% |
| 16 | Старобільський район           | 45 408    | 43 241   | 95,2% | 2 130   | 4,7%  | 1     | 0,0% | 2     | 0,0% |           |      |         |      | 1     | 0,0% | 33   | 0,1% |

Рідна мова населення Старобільської округи за переписом 1926 року, %
|                         | населення | українська | російська | інша |
| ----------------------- | --------- | ---------- | --------- | ---- |
| м. Старобільськ         | 13 973    | 71,0       | 27,8      | 1,2  |
| Олександрівський район  | 30 106    | 66,6       | 33,0      | 0,4  |
| Біловодський район      | 66 623    | 94,5       | 5,4       | 0,1  |
| Білокуракинський район  | 44 780    | 96,5       | 3,5       | 0,1  |
| Білолуцький район       | 32 539    | 98,4       | 1,4       | 0,3  |
| Марківський район       | 47 460    | 99,2       | 0,4       | 0,3  |
| Міловський район        | 35 047    | 93,4       | 6,3       | 0,3  |
| Мостківський район      | 28 190    | 79,9       | 19,2      | 1,0  |
| Новоастраханський район | 44 619    | 77,7       | 21,9      | 0,4  |
| Новоайдарський район    | 46 146    | 65,0       | 32,5      | 2,5  |
| Осиновський район       | 45 487    | 97,8       | 1,9       | 0,3  |
| Старобільський район    | 45 408    | 95,2       | 4,7       | 0,1  |
| Старобільська округа    | 480 378   | 88,0       | 11,4      | 0,5  |